# Provincia fitogeográfica del cerrado

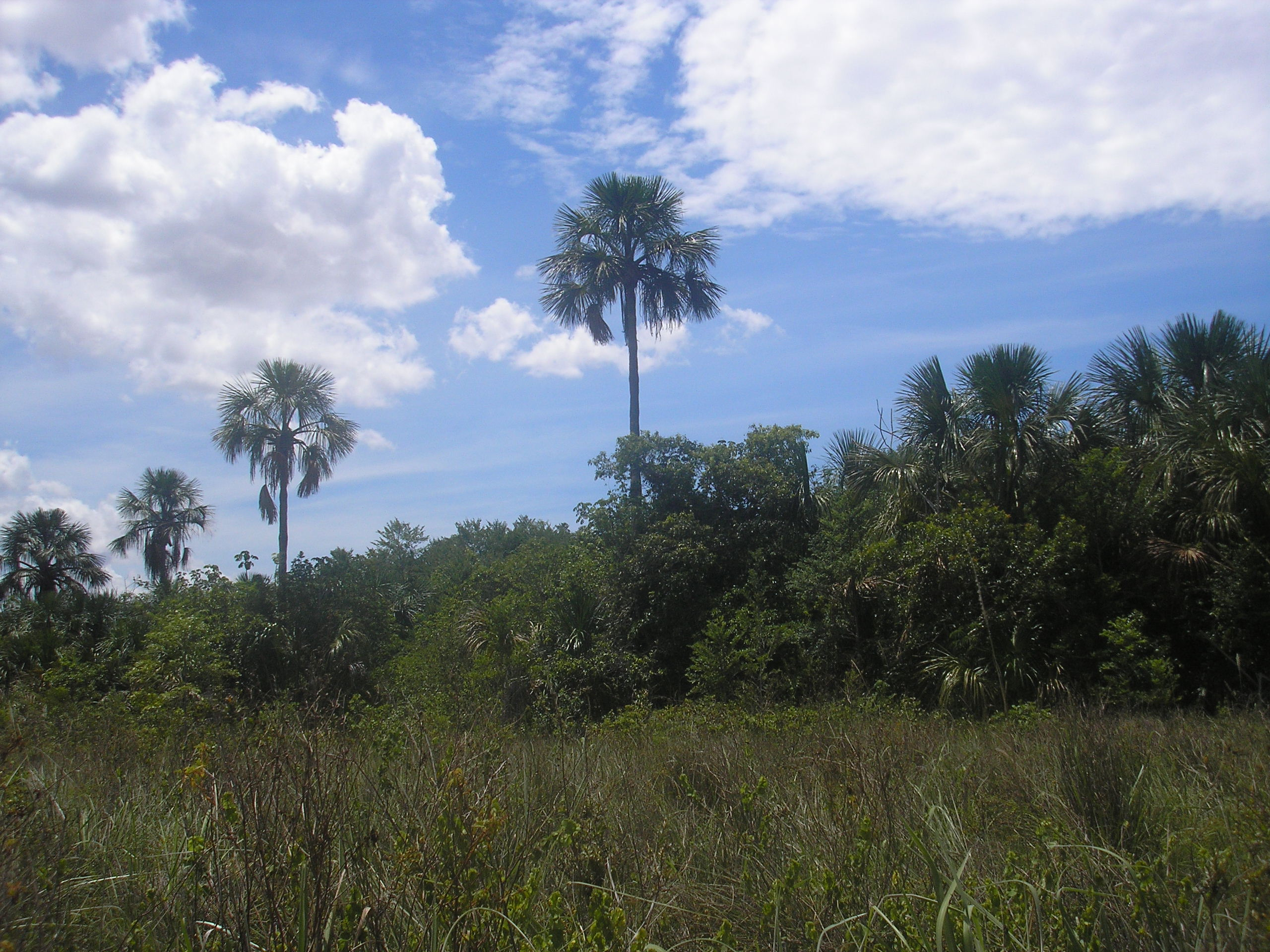
Palmera burití (Mauritia flexuosa) en la comunidad llamada «Vereda», en João Pinheiro, Minas Gerais, Brasil.

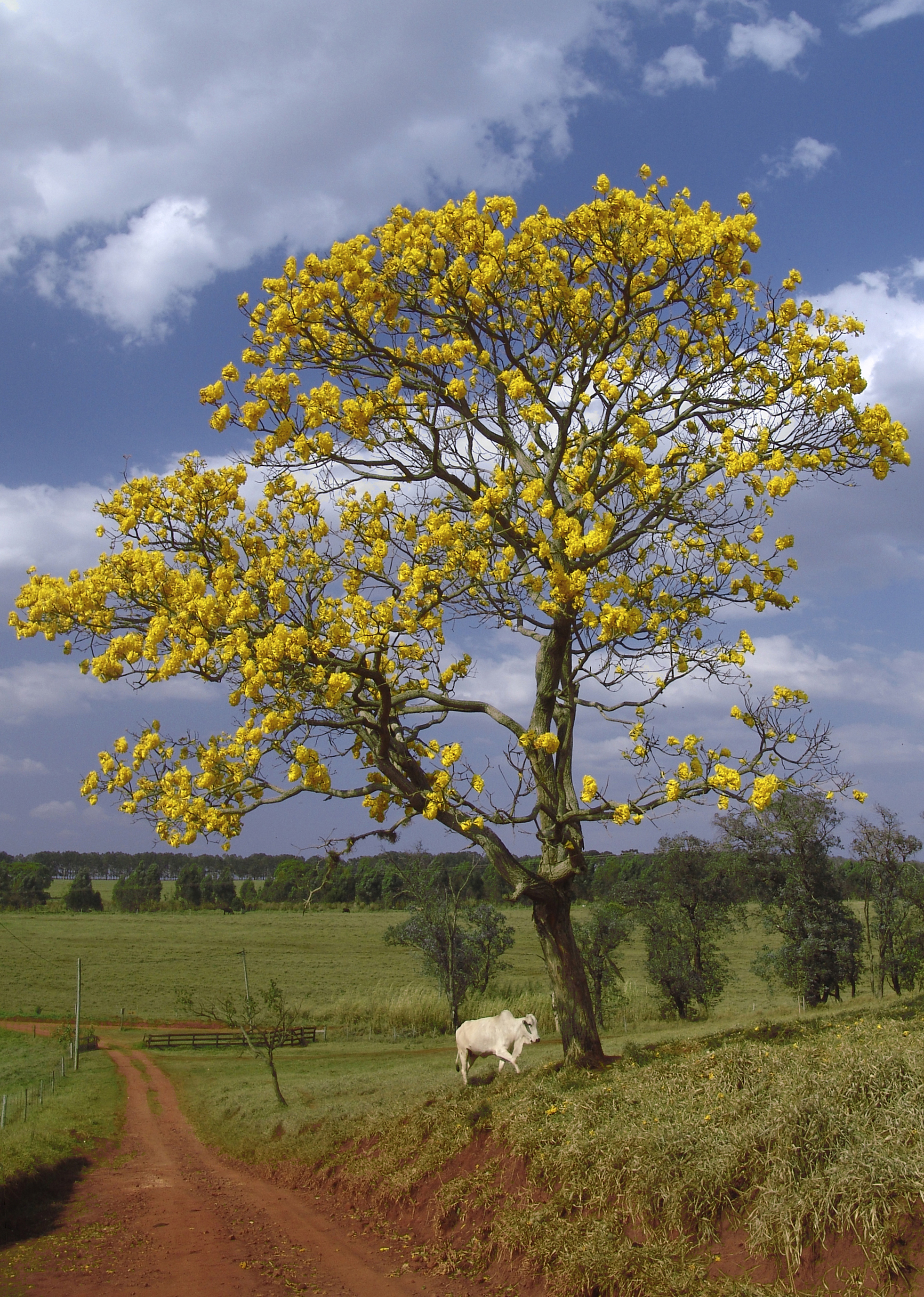
Lapacho amarillo (Tabebuia chrysotricha) en Avaré, São Paulo, árbol típico de la provincia fitogeográfica del cerrado.

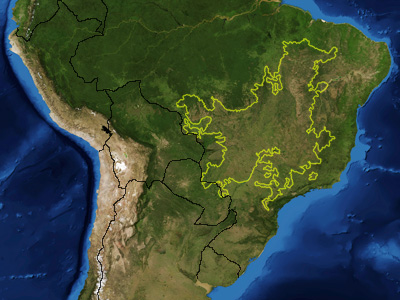
Mapa de la provincia fitogeográfica del cerrado en Brasil.

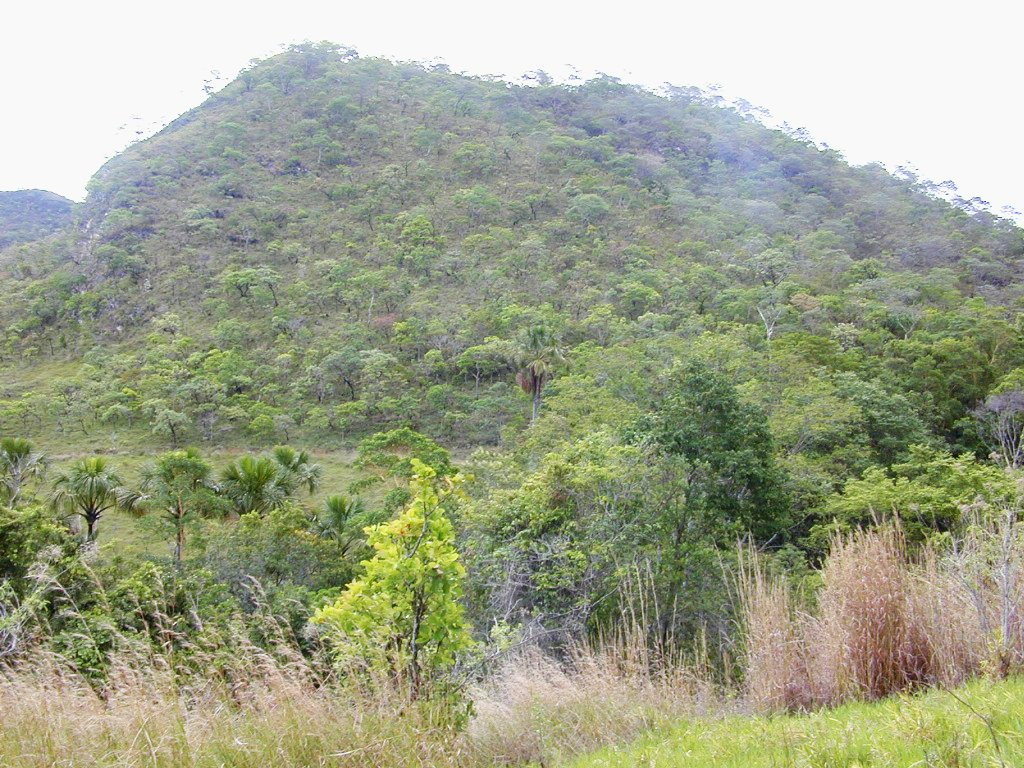
Cerrado en Pirenópolis (Goiás).

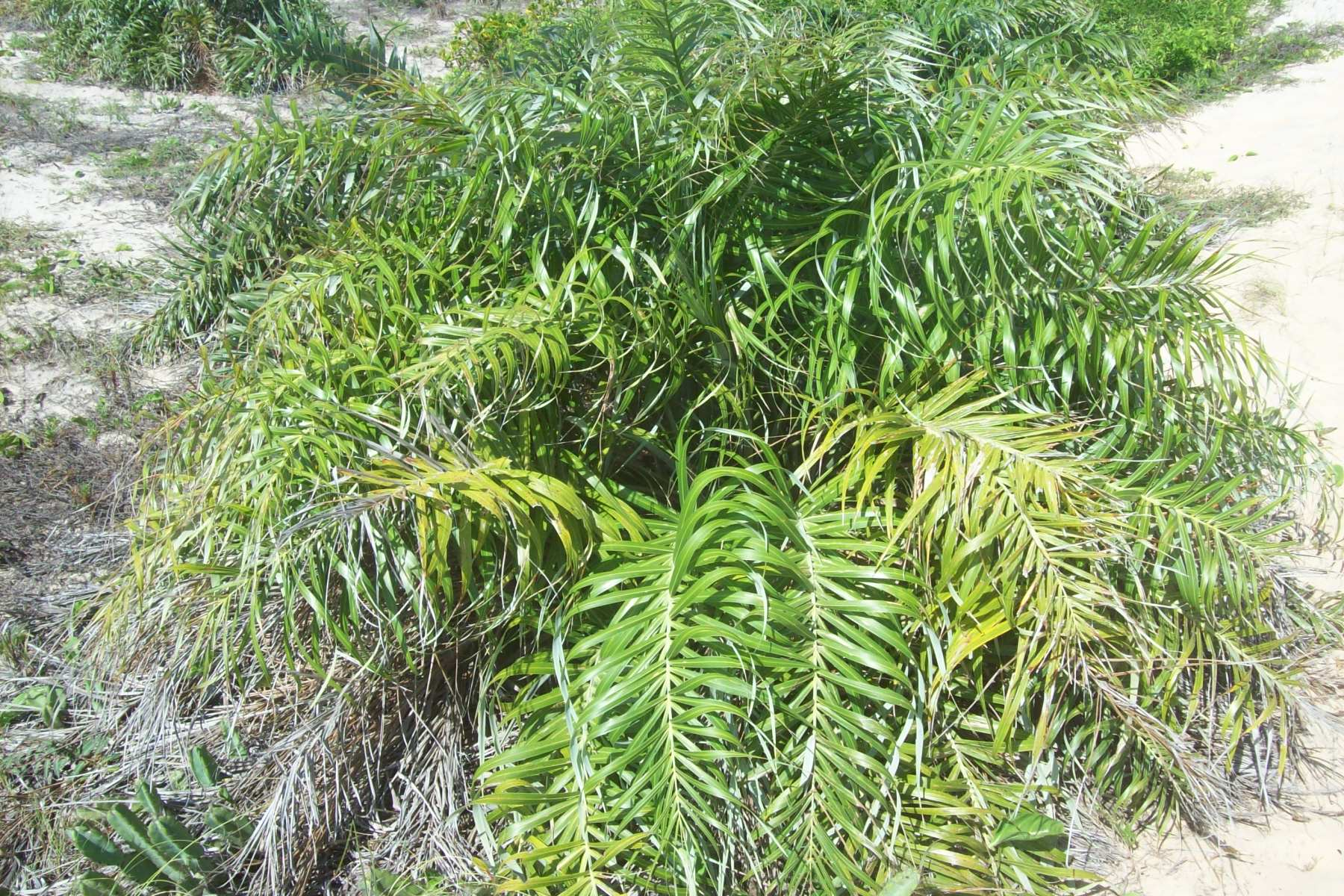
Allagoptera, género de palmas enanas típicas del cerrado.

La provincia fitogeográfica del cerrado es una de las provincias fitogeográficas en que se divide el dominio fitogeográfico amazónico. Se distribuye en el sector centro-oriental de Brasil, cubriendo sectores menores de otros países de América del Sur como Argentina, Bolivia, Paraguay y Uruguay. Su formación característica se compone de extensas sabanas, pero también presenta comunidades edáficas donde se presentan bosques bajos, arbustales, o selvas en galería.

## Sinonimia
El nombre cerrado está muy difundido y son escasos los trabajos que no lo emplean al referirse a esta provincia fitogeográfica. La palabra es de origen portugués y se emplea para referir a un lugar 'espeso' o 'denso'.

## Distribución
Esta Provincia fitogeográfica comprende las dilatadas sabanas del sector centro-oriental del Brasil, generando ecotonos con los campos provincia fitogeográfica pampeana en el centro del estado de Río Grande del Sur.
Incluye sectores en los estados de Goiás, Distrito Federal, la mayor parte de Mato Grosso, Mato Grosso del Sur, y el estado de Tocantins, la parte occidental de Minas Gerais y Bahía, la parte sur Maranhão y Piauí, y partes pequeñas de São Paulo, Paraná, Santa Catarina, y noroeste de Río Grande del Sur.
Fuera de Brasil, también se extiende en el este de Bolivia, el noreste del Paraguay, y en enclaves de tipo edáfico entre la selva oriental del sur de Brasil, el este paraguayo y, ya empobrecido, el nordeste argentino en las provincias de Corrientes, y Misiones. En esta última en especial destaca el relicto del Parque provincial Teyú Cuaré y alrededores, zona detectada por investigaciones en las cuales se abordó la notable afinidad de la flora vascular de esta área protegida con respecto al Cerrado sensu stricto.
Algunos cerros chatos del norte del Uruguay presenta influencia de esta Provincia fitogeográfica.
La altitud va desde los 50 m s. n. m. hasta los 1500 m s. n. m. Los puntos más altos de la Provincia fitogeográfica del Cerrado se encuentran en la cadena que se dirige a través de Goiás hacia el sureste-noroeste. La más importantes alturas son la cumbre de la sierra de los Pireneus, con una altitud de 1385 m s. n. m., la de la Chapada dos Veadeiros, con 1250 m s. n. m., y otros puntos que se extiende hacia el noroeste, la sierra de Jerónimo y otras montañas más pequeñas, con altitudes entre 500 y 800 m s. n. m.

## Afinidades florísticas
Esta provincia fitogeográfica guarda estrecha relación con la provincia fitogeográfica atlántica y en especial con el distrito fitogeográfico de los campos y malezales de la provincia fitogeográfica paranaense, el cual, según algunos autores, dependería del cerrado.
Durante el Holoceno temprano, la vegetación correspondiente al cerrado se expandió y ocupó una superficie mayor que la actual. Hoy existen "islas" de cerrado en el área de selvas semicaducas de la mata atlántica, que serían remanentes de esta mayor área de distribución de la vegetación de cerrado, alcanzada hace 10 000-7000 años.

## Características
La provincia fitogeográfica del cerrado se caracteriza por ser una de las comunidades florísticas de sabana de mayor superficie y biodiversidad en el mundo. Su flora se compone de más de 7000 especies, de ellas, más de 4000 son endémicas de esta provincia fitogeográfica.
Las familias más características son las vochysiáceas, las bignoniáceas, y las fabáceas.
La vegetación herbácea cubre la mayor parte del territorio. Está principalmente cubierta por poáceas megatérmicas, con multitud de especies herbáceas de otras familias, en especial fabáceas, en general salpicadas de árboles y arbustos. La abundancia de estas leñosas lo determina la composición del terreno y el suelo, con pendientes o llanuras, y el acceso a napas freáticas próximas.
Los árboles en el cerrado suelen poseer formas irregulares, y por lo general tienen hojas pequeñas. Generalmente, no superan los 15 metros de altura; sólo en las selvas ribereñas pueden exceder los 25 metros. En las cálidas arenas y en los campos rocosos abundan los cactus, bromelias y orquídeas rupícolas, con cientos de especies endémicas.
Como el clima es cálido y hay períodos de sequía, los incendios naturales o provocados son característicos. Se producen durante la estación seca, y son modeladores fundamentales del paisaje, limitando la expansión de las leñosas, favoreciendo a las gramíneas. Por esta razón, se encuentran en muchas especies adaptaciones para soportar el fuego, por ejemplo: grueso espesor de suber, potentes xilopodios, desarrollo de túnicas de catáfilas, etc.

## Suelos
Los suelos se presentan de un fuerte tono rojo, lateríticos, formados por partículas finas, bien drenados, profundos.
Son de baja fertilidad natural, degradados debido a la lixiviación, de reacción ácida, con un pH que varía desde 4,3 hasta 6,2.
Se componen de caolinita, goethita y gibbsita, conteniendo un alto porcentaje de aluminio, y baja disponibilidad de nutrientes tales como fósforo, calcio, magnesio, potasio, cinc, materia orgánica, y arcilla.
En las colinas más altas se encuentran cantos rodados, arcillas con inclusiones de roca y estratos de arena.

## Relieve
El relieve se presenta con pocas zonas planas, mayormente en lomas suaves o sierras de poca altura.

## Clima
El clima más característico es el de sabana continental. Las heladas están ausentes. Hacia el sur se presenta también el clima semitropical húmedo, en el cual hiela suavemente en invierno, aunque las laderas de los cerros (por el drenaje del aire frío) y algunos sectores que bordean a los grandes ríos suelen estar libres de ellas gracias a las neblinas nocturnas y la acción morigeradora de las aguas cálidas.
Las lluvias ocurren en la temporada estival, acumulando 1200 mm en los sectores menos favorecidos, y superando los 2000 mm hacia el este, en los enclaves de las sierras. La estación seca se presenta entre mayo y septiembre. Las temperaturas medias van desde los 21 °C hasta los 25 °C.

## Comunidades florísticas
Las comunidades florísticas principales del cerrado, tanto las climáxicas como las logradas bajo un clímax edáfico, son:
- El cerrado senso stricto
- El cerradão.
- Los campos sucios
- El cerrado campestre
- El cerrado rupestre
- La selva en galería del cerrado
- Las selvas en vereda del cerrado

La comunidad característica es la sabana abierta, con árboles tortuosos de 8 a 12 metros de altura, importante variedad de arbustos, gramíneas, y fabáceas.
También se encuentran en las zonas más elevadas los "campos limpios", de altos pastizales con arbustos dispersos.
Las selvas en galería están siempre presentes en las márgenes de los cursos fluviales, formando una intrincada red que conecta las selvas amazónicas con las selvas paranaenses.

## Especies principales
En el cerrado las especies vegetales no disponen de humedad adecuada, por lo que entre las especies más comunes hay numerosas características xeromórficas (presencia de estructuras que reducen la pérdida de agua), tales como hojas pequeñas, gruesas y de textura de cuero (coriáceas), tallos cruzados, cuadrangulares, escamosos, etc.
Entre las especies características encontramos: Mauritia flexuosa, Syagrus oleracea, Platonia insignis, Euterpe edulis, Acrocomia aculeata, Toxophoenix aculeatissima, Orbignya phalerata, Caryocar brasiliense, Rheedia gardneriana, Annona crassiflora, Psidium cattleianum, Myrcia glabra, Diospyros inconstans, Eugenia stipitata, Psidium myrtoides, Solanum lycocarpum, Ficus guaranitica, Cordia ecalyculata, Hymenaea courbaril, Caesalpinia ferrea, Dipteryx alata, Scheelea phalerata, Myrciaria trunciflora, Croton alagoensis, Genipa americana,Psidium guajava, Anacardium humile, Brosimum gaudichaudii, Hancornia speciosa, Eugenia calycina, Inga, Pterogyne nitens, Styrax pohlii, Cecropia, Anadenanthera colubrina, Gochnatia polymorpha, Jacaranda decurrens, Handroanthus albus, Tabebuia aurea, Acacia polyphylla, Annona cacans, Fervillea trilobata, Lithraea molleoides, Myracrodruon urundeuva, Cedrela fissilis, Plathymenia reticulata, Qualea parviflora, Qualea grandiflora, Vernonia polyanthes, Chrysophyllum gonocarpum, Erythrina, Ficus rufa, Myrsine guianensis, Bauhinia longifolia, Schinus terebinthifolius, Terminalia, Cochlospermum regium, Ceiba speciosa, Tibouchina granulosa, Enterolobium, Xylopia aromatica, Dilodendron bipinnatum, además de gran variedad de gramíneas, bromeliáceas, orquidáceas y otras plantas de menor porte.
Entre las poáceas predominan las especies de los géneros: Trachypogon, Andropogon, Bothriochloa, Anacardium, Elionurus, Paspalum, etc. Entre ellas abundan, junto con a una multitud de especies herbáceas y sufrútices, incontables especies del género Mimosa, malpigiáceas, amarantáceas, asteráceas, etc.

### Cerrado rupícola
Se presenta en entornos rocosos o líticos, bien drenados. La cubierta leñosa cubre entre el 5 % y el 20 %, y cuenta con una altura promedio de 2 a 4 m. Las especies de árboles y arbustos se concentran en las grietas de las rocas; los endemismos son numerosos.
En los campos rupícolas encontramos: Xyris paradisiaca, Bulbophyllum rupiculum, Panicum chapadense, Wunderlichia, etc.